# 금호군
금호군(琴湖郡)은 조선민주주의인민공화국 함경남도의 군이다. 한반도 에너지 개발기구(KEDO)가 대북 지원 사업의 일환으로 건설하는 경수로가 위치해 있다.

## 지리
서쪽에는 신포시, 동쪽에는 북청군이 있고 남쪽은 동해에 면한다. 신포시의 교외에 위치한다. 

## 역사
예전에는 신포시의 일부였다. 1995년 9월, KEDO의 경수로 예정지와 그 주변의 1로동자구 7리를 '금호지구'로서 도직할의 행정구역으로 했다. 건설중에는 한국측의 기술자도 거주하고 있었지만 북핵 문제와 함께 경수로 건설 사업은 장애에 부딪혀 2003년 11월에 사업이 정지되었고 2005년 11월에 사업이 폐지되었다. 2023년 8월에 금호지구가 금호군으로 승격되었다.

## 행정 구역
1읍 8리로 구성되어있다.
- 금호읍 (琴湖邑)
- 광천리 (廣川里)
- 금호리 (琴湖里)
- 남흥리 (南興里)
- 서흥리 (西興里)
- 속후리 (俗厚里)
- 오매리 (梧梅里)
- 호남리 (湖南里)
- 호만포리 (湖滿浦里)

## 같이 보기
- 조선민주주의인민공화국의 행정 구역
- 조선민주주의인민공화국의 지리